# Бешеный пёс Морган
«Бешеный пёс Морган» (англ. Mad Dog Morgan) — австралийский фильм 1976 года, снятый режиссёром Филлиппом Мора и основанный на жизни австралийского бушрейнджера Даниэля Моргана. В роли Моргана снялся американский актёр Деннис Хоппер, другие главные роли сыграли австралийские актёры Джек Томпсон и Дэвид Галпилил.

## Сюжет
Австралия, середина XIX века. Работающий на золотом прииске Дэн Морган (Дэннис Хоппер) заходит в китайскую курильню, где, накурившись опиумом, внезапно становится свидетелем жестокой расправы белых над китайцами. Выбравшись оттуда и оставшись без всяких средств, он решается на ограбление. Его быстро ловят, после чего суд приговаривает Моргана, назвавшегося Джоном Смитом, к 12 годам каторжных работ. Помимо изнурительного труда на каменоломнях, ему отравляют душу издевательства полубезумных сокамерников, от которых его спасает чудом признавший в нём земляка надзиратель-ирландец. Через шесть лет озлобленного Моргана досрочно освобождают за хорошее поведение, с условием, что он будет регулярно отмечаться в полиции.
Оказавшись на свободе, Морган крадёт лошадь, но хозяин животного вместе со своим помощником догоняют его и сильно ранят в плечо. Умирающего бушрейнджера находит и выхаживает австралийский абориген Билли (Дэвид Галпилил). Они становятся друзьями и Морган с помощью Билли начинает грабить путников. После перестрелки с полицейскими, власти Австралии объявляют Моргана в розыск и объявляют за его поимку награду в 200 фунтов. Но поиски Моргана вызывают затруднения, так как простые поселенцы, в массе своей потомки каторжников-ирландцев, считают его «новым Робином Гудом» и нередко укрывают. Навестив богача Сэма Уотсона, Морган заявляет, что полиция пытается сделать из него убийцу, но сами он поначалу никого не собирается убивать. Напившись, Морган нечаянно выстреливает в ногу слуги Уотсона и отправляет гостившего у Уотсона Маклина за врачом. Билли опасается, что Маклин приведёт с собой полицию, после чего Морган отправляется за тем в погоню. Нагнав на лошади Маклина, он требует от него остановиться, и, не получив ответа, стреляет в него.
В буше Морган сталкивается с двумя полицейскими. Он стреляет в одного из них и тот врезается в ветку и падает на землю. Второй служитель закона скрывается, доложив о случившемся занимающемуся поисками Моргана старшему сержанту Томасу Смиту, но тот увольняет его за трусость. Награда за голову Моргана вырастает до 1000 фунтов.
Смит вместе со своими людьми устраивают привал на берегу биллабонга и разжигает костёр. Один из местных жителей предупреждает об этом Моргана, и он вместе с Билли внезапно нападает на полицейских. Те обращаются в бегство, а Смита, который был надзирателем Моргана в колонии и поставил ему на руку клеймо, Морган узнаёт и убивает.
Теперь поиски преступника возглавляет детектив Мэнуоринг, вышедший на след Моргана после его остановки на постоялом дворе. Ему сообщают следующую цель Моргана — лодочную станцию, и полицейские устраивают там засаду.
В это время Морган отправляется в противоположную сторону и поздним вечером заявляется в дом зажиточной семьи Макферсонов. Он берёт семью в заложники и заставляет остаться за обеденным столом, где они сидели до его прихода. Няня Элис говорит, что наверху находится больной ребёнок и просит отпустить её ненадолго проверить, всё ли с ним в порядке. Морган отпускает няню к малышу, но вместо этого та незаметно выбирается из дома, сообщив соседям, что известный бандит взял в заложники всех домочадцев. Местные жители окружают дом и ждут выхода Моргана. Под утро у дома появляется Мэнуоринг, сообразивший, что бандит отправился в другую сторону от лодочной станции. Узнав о сложившейся ситуации, он приказывает всем ждать, пока Морган не выйдет из дома, чтобы взять его живым, позволив стрелять в него лишь по ногам.
После обеда Морган смотрит в окно и замечает вооружённого человека. Смертельно устав от постоянного бегства и поняв, что снаружи его уже поджидают, он надевает на себя подарок Билли, шкуру вымершего сумчатого льва, и неспешно выходит на улицу в сопровождении Макферсона-старшего и его сына. Но, вопреки приказу Мэнуоринга, один из ополченцев по фамилии Вендлан (Виндлоу) стреляет Моргану в шею, после чего бушрейнджера относят в кузницу, где он умирает.
Вендлан фотографируется с трупом Моргана, в то время как циничный начальник полиции Кобэм, считавший Моргана скорее зверем, чем человеком, размышляет, как ему поступить с трупом преступника. В конце концов, он распоряжается отрезать у покойного голову и отдать её для исследований местному медику, а из мошонки сделать кисет для табака.
Картину завершает народная песня, посвящённая знаменитому бушрейнджеру, ставшему живой легендой…

## Актёры
| Актёр            | Роль                |
| ---------------- | ------------------- |
| Деннис Хоппер    | Дэн Морган          |
| Джек Томпсон     | детектив Мэнуоринг  |
| Дэвид Галпилил   | Билли               |
| Фрэнк Тринг      | глава полиции Кобэм |
| Майкл Пэйт       | глава полиции Винч  |
| Уоллас Итон      | Макферсон           |
| Билл Хантер      | сержант Смит        |
| Джон Харгривс    | Бэйлис              |
| Мартин Харрис    | Вендлан             |
| Робин Рэмсэй     | Роджет              |
| Грэм Бланделл    | «Итальянец» Джек    |
| Грегори Эппс     | Артур               |
| Лиза Ли-Эткинсон | барменша            |
| Элейн Бэйлли     | девушка с фермы     |
| Дон Баркхэм      | Моррор              |
| Курт Беймел      | доктор Доббин       |
| Дэвид Брэкс      | Маклин              |
| Лидди Кларк      | няня Элис           |
| Питер Коллинвуд  | судья Барри         |
| Питер Каммингс   | Гибсон              |
| Джон Дерам       | Эванс               |
| Джерри Дагган    | Мартин              |
| Хью Кияс-Бёрн    | Саймон              |
| Брюс Спенс       | Хэриот              |

## Производство
За основу сюжета была взята книга Маргарет Карнеги «Морган», ставшая результатом двенадцатилетнего исследования. Мора написал сценарий в 1974 году во время морского плавания из Лондона в Мельбурн. Сценарий был передан на рассмотрение в Австралийскую Корпорацияю по Развитию Кинематографа, которая в начале 1975 согласилась поддержать проект.
Бюджет будущего фильма был получен от Австралийской комиссии по кино (в которую превратился АКРК), Greater Union и частных инвестиций, включая отца Моры Жоржа, Маргарет Карнеги, промышленного магната Виктора Сморгона и жены художника Фреда Уильямса Лин.
Для поиска кандидата на главную роль, Мора и продюсер Джереми Томас отправились в Лос-Анджелес. Первый кандидат Стейси Кич отклонил роль; Мартин Шин и Джейсон Миллер выразили заинтересованность, но в итоге на роль Моргана Мора выбрал Денниса Хоппера. Его гонорар за фильм составил 50,000 долларов.
Фильм снимался на различных локациях, где действовал Дэн Морган, в восточной Риверине, включая Биллабонг-крик, Калкерн и Джиндеру. В фильме была использована пещера, в которой на самом деле скрывался Морган. Съёмки начались 27 октября 1975 года и продолжались шесть недель до 6 декабря, всего было 36 съёмочных дней. Из-за начавшегося дождя, не прекращавшегося всю первую неделю, съёмки пришлось отложить, однако потом решено было продолжить чтобы успеть по графику.
Джереми Томас позднее вспоминал свой опыт над созданием фильма:
У нас был Деннис Хоппер, который так или иначе к нам попал, и я думаю было что-то около 120 диалогов и всего $400,000 чтобы снять фильм, который благоговел перед Сэмом Пекинпой. Мы сделали вестерн в Австралии. И фильм был выбран для показа в Каннах; кинофестиваль как обычно спасший меня. Так что я вернулся в Европу, уже имея жизненный опыт в создании фильма. Бюджет был создан на куске бумаги, просто страница за страницей, и так у нас появился бюджет, мы никогда не снимали фильмы до этого и большинство людей, работавших над фильмом были абсолютными дилетантами. Я не знаю как это было завершено и сделано, так как мы были очень безответственны, но я думаю это очень хороший путь — начать с коллегой или другом.
Мора позже написал, что он «поместил гротескное поведение человека XIX века против необычного ландшафта. Я сотворил образы Фрэнсиса Бэкона в ландшафте Сиднея Нолана с кинотрюками Жана Кокто». Режиссёр сказал, что Хоппер создавал проблемы во время съёмок фильма, своим постоянным употреблением наркотиков и алкоголя. Однако, он назвал Хоппера высокопрофессиональным, опытным импровизатором и назвал его игру «действительно экстраординарной. Я думаю, он отождествлял себя с ролью». Мора также сказал, что по завершении съёмок, Хоппер
Уехал в костюме, вылил бутылку рома на могилу настоящего Моргана перед моей матерью Миркой Мора, напился сам, был арестован и на следующий день депортирован с таким уровнем алкоголя в крови, что согласно судье, изучившему его тесты на алкоголь, он должен был быть клинически мёртв.
Мора снял сцену, в которой молодой Нед Келли смотрит на восковую фигуру Моргана, но решил не включать её в фильм.
В документальном фильме 2008 года Не совсем Голливуд: Потрясающая, нераскрытая история австралийского эксплуатационного кино есть фрагменты съёмок Бешеного пса Моргана, а также интервью Томаса и Моры.

## Релиз
Картина провалилась как в австралийском так и американском прокате, вернув продюсерам лишь около 100,000 долларов. Мора позже писал, что фильм разделил австралийскую аудиторию на два лагеря. Присутствовавшие на предварительном показе чиновники были шокированы и напуганы.
Однако, в остальном мире показ фильма продвигался более хорошо и в итоге он собрал 300,000 долларов и получил положительные отзывы.
На протяжении нескольких лет Мора безуспешно пытался снять в Австралии другие фильмы, включая фильм который в итоге вылился в Кинофронт (1978), адаптация романа Эндрю Маркеса Кларка «К пожизненной ссылке», и научно-фантастическую историю Чёрная дыра. Он вернулся за океан когда руководители United Artists, впечатлённые Бешеным псом Морганом, наняли его для работы над фильмом Зверь внутри (1982).

### Tromasterpiece Collection
Оригинальные VHS и DVD релизы компании Troma Entertainment, являвшейся дистрибьютором фильма, были сильно изменены. С целью переиздания лучших фильмов из фильмотеки Troma, в ноябре 2009 года в составе Tromasterpiece Collection была выпущена двухдисковая версия фильма в США.
В неё вошли интервью с режиссёром Филлипом Мора, оператором Майком Моллоем и исполнительным продюсером Ричардом Бреннаном, радиоинтервью, удалённые сцены, короткометражный фильм про локации съёмок и фотогалерея.

### Режиссёрская версия
В начале 2009 года австралийская компания Umbrella Entertainment выпустила на двд режиссёрскую версию фильма. Она представляла собой полностью восстановленную плёнку, представленную в форматном соотношении 2:35:1. Двд-диск включал два документальных фильма: Они застрелили Бешеного пса: Создавая Бешеного пса Моргана и новый Это наш Бешеный пёс: Деннис Хоппер даёт интервью Филлипу Мора, аудиокомментарии режиссёра, радиоинтервью и .pdf файл с оригинальным сценарием.